# Frontonas
Frontonas is een gemeente in het Franse departement Isère (regio Auvergne-Rhône-Alpes). De plaats maakt deel uit van het arrondissement La Tour-du-Pin. Frontonas telde op 1 januari 2022 2.116 inwoners. 

## Geografie
De oppervlakte van Frontonas bedroeg op 1 januari 2022 12,65 vierkante kilometer; de bevolkingsdichtheid was toen 167,3 inwoners per km².

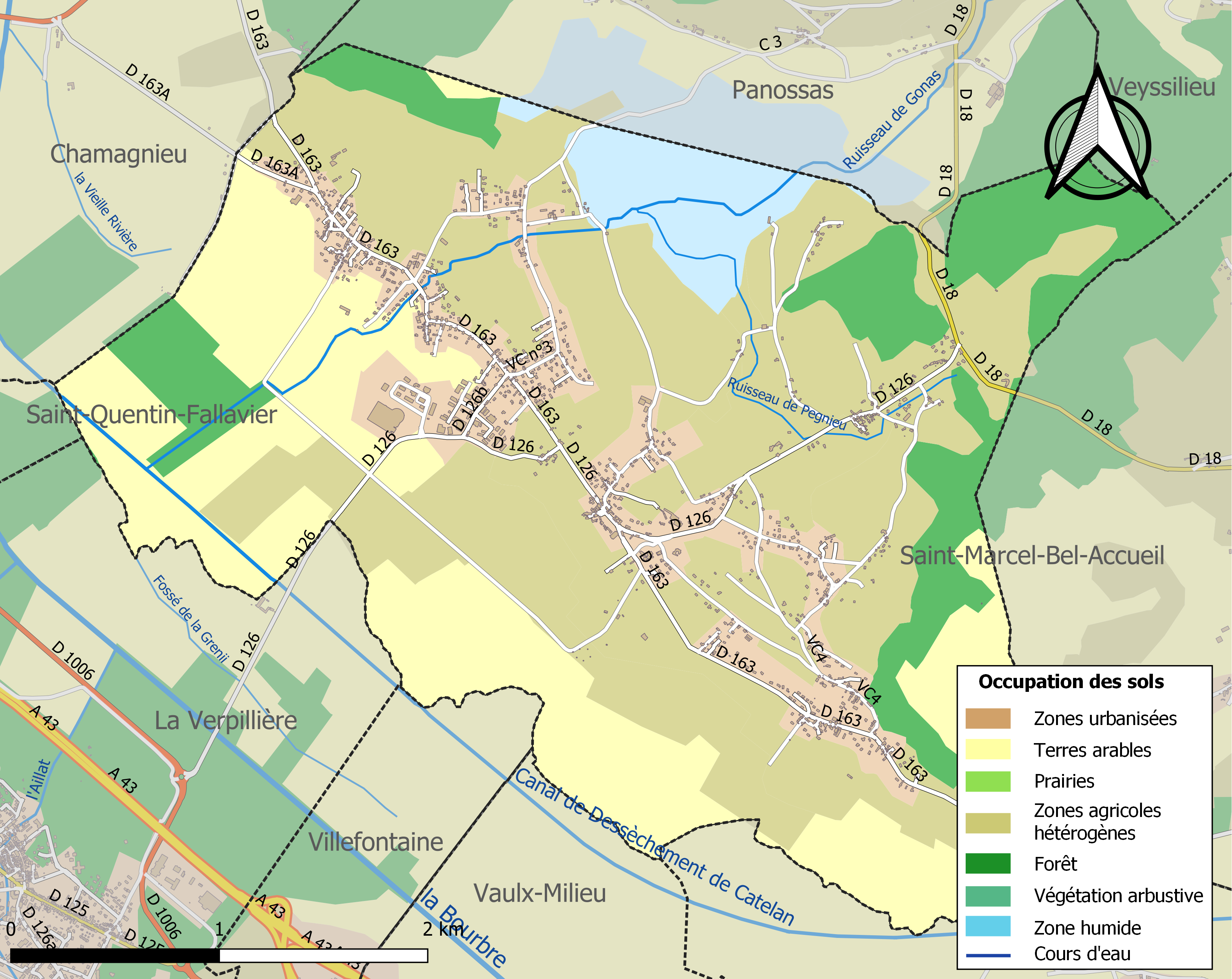
Kaart van de gemeente met de belangrijkste infrastructuur, bodemgebruik en omliggende gemeenten

## Demografie
Onderstaande figuur toont het verloop van het inwonertal (bron: INSEE-tellingen).

## Afbeeldingen

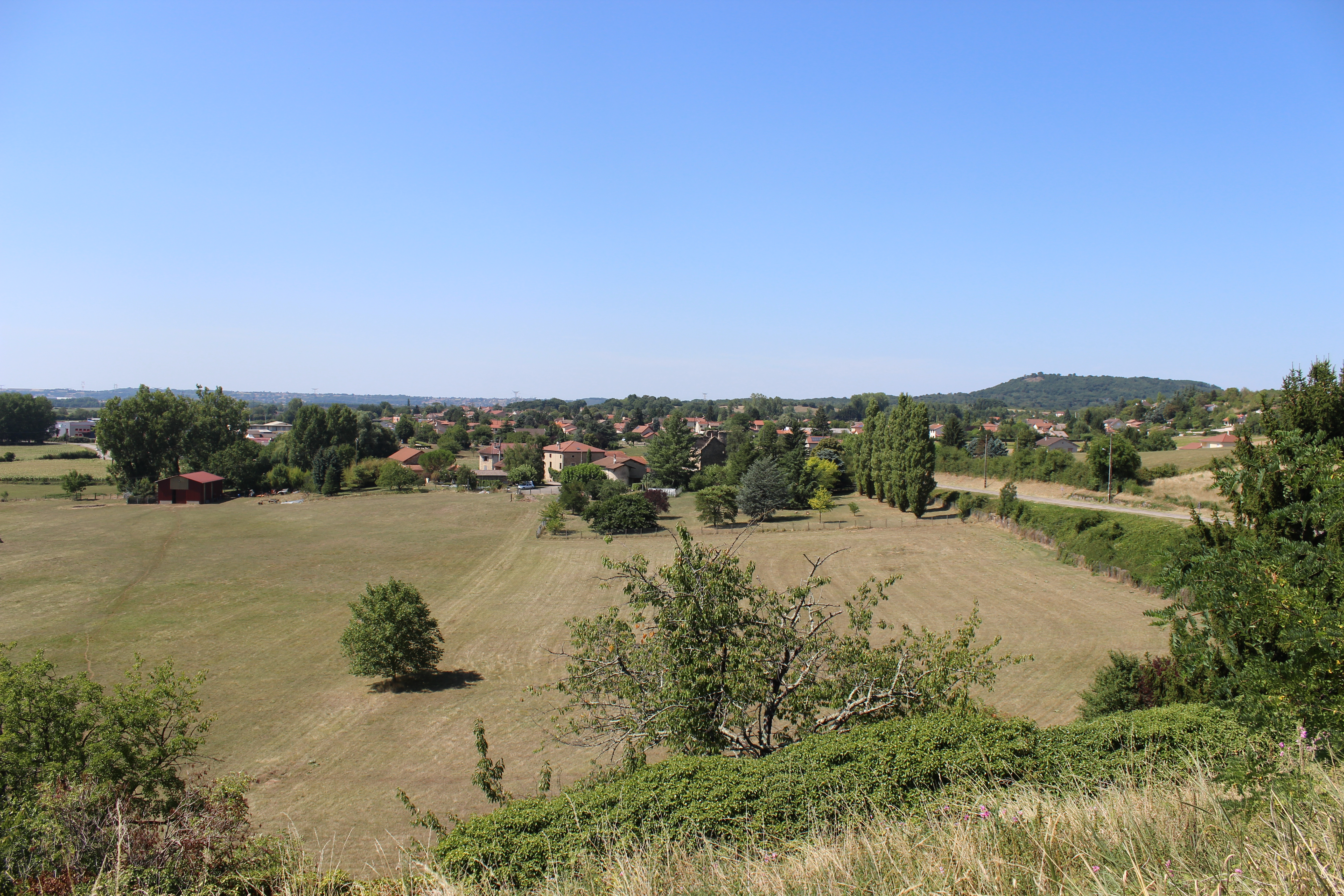
Gezicht op Frontonas
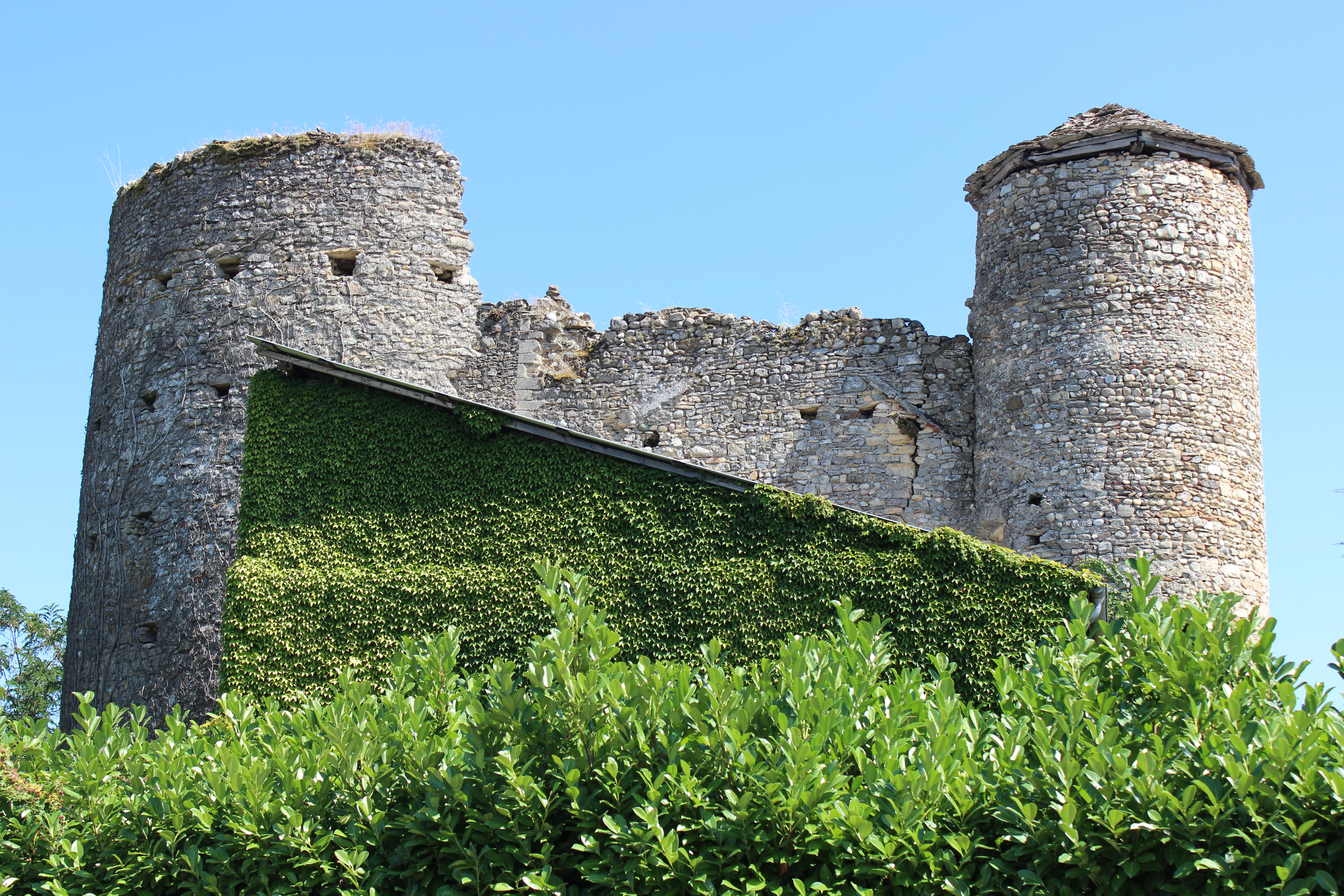
Château de Certeau